# Coppa Italia 2017-2018 - primo turno (calcio femminile)
Questa voce raccoglie un approfondimento sulle gare del primo turno dell'edizione 2017-2018 della Coppa Italia di calcio femminile.
Il 2 agosto 2017 le società partecipanti alla Coppa Italia sono state suddivise in otto triangolari e ventidue accoppiamenti, definiti su base geografica. Le partite del primo turno si disputano nei giorni 27 agosto, 3 e 10 settembre, come da relativi comunicati ufficiali della LND.
Accedono al secondo turno le squadre prime classificate nei triangolari e vincitrici degli accoppiamenti. Per gli accoppiamenti, in caso di parità di reti segnate, accede al secondo turno la squadra che ha realizzato più reti in trasferta; in caso di ulteriore parità, si procede con i tiri di rigore. Per i triangolari, in caso di parità di punti tra due o più squadre, le posizioni in classifica sono determinate prendendo in considerazione, nell'ordine, i seguenti criteri:
1. maggior numero di punti ottenuti,
2. migliore differenza reti,
3. maggior numero di reti segnate,
4. maggior numero di reti segnate in trasferta,
5. sorteggio.

## Triangolari

### Triangolare T1
| Pos. | Squadra         | Pt | G | V | N | P | GF | GS | DR  |
| ---- | --------------- | -- | - | - | - | - | -- | -- | --- |
| 1.   | Tavagnacco      | 6  | 2 | 2 | 0 | 0 | 13 | 0  | +13 |
| 2.   | Vittorio Veneto | 3  | 2 | 1 | 0 | 1 | 2  | 6  | -4  |
| 3.   | Pordenone       | 0  | 1 | 0 | 0 | 1 | 1  | 10 | -9  |

| Arbitro: | Filippo Ferracin (Bassano del Grappa) |

|                         |           |           |
| Tommasella 16’ Piai 30’ | Marcatori | 87’ Ferin |

| Arbitro: | Johannes Tappeiner (Merano) |

|                                 |           |  |
| Clelland 3’, 30’, 36’, 79’, 86’ | Marcatori |  |

| Arbitro: | Alessio Schiavon (Treviso) |

|                                                                  |           |  |
| Clelland 21’, 36’, 68’, 72’ Mella 33’ Polli 35’ Brumana 60’, 84’ | Marcatori |  |

### Triangolare T9
| Pos. | Squadra           | Pt | G | V | N | P | GF | GS | DR |
| ---- | ----------------- | -- | - | - | - | - | -- | -- | -- |
| 1.   | Sassari Torres    | 4  | 2 | 1 | 1 | 0 | 5  | 2  | +3 |
| 2.   | Caprera           | 4  | 2 | 1 | 1 | 0 | 5  | 2  | +3 |
| 3.   | Atletico Oristano | 0  | 2 | 0 | 0 | 2 | 2  | 8  | -6 |

| Arbitro: | Sebastian Petrov (Roma) |

|                                        |           |             |
| Lupo 13’ Ivaniuc 40’, st’ Ventrili st’ | Marcatori | 90’ Mattana |

| Arbitro: | Silvio Torreggiani (Civitavecchia) |

|               |           |                        |
| Razzoli 90+1’ | Marcatori | 90+3’ (rig.) Petraglia |

| Arbitro: | Riccardo Loi (Oristano) |

|                       |           |                               |
| M. Mattana 65’ (rig.) | Marcatori | 48’, 58’, 87’ Ladu 77’ Farris |

### Triangolare T16
| Pos. | Squadra         | Pt | G | V | N | P | GF | GS | DR |
| ---- | --------------- | -- | - | - | - | - | -- | -- | -- |
| 1.   | Novese          | 4  | 2 | 1 | 1 | 0 | 3  | 2  | +1 |
| 2.   | Molassana Boero | 3  | 2 | 1 | 0 | 1 | 2  | 1  | +1 |
| 3.   | Ligorna 1922    | 1  | 2 | 0 | 1 | 1 | 2  | 4  | -2 |

| Arbitro: | Nicolò Fiori (Cuneo) |

|                |           |  |
| Di Stefano 80’ | Marcatori |  |

| Arbitro: | Gioele Iacobellis (Pisa) |

|                       |           |                            |
| Fracas ?’ Traverso ?’ | Marcatori | ?’ Arroyo ?’ (rig.) Draghi |

| Arbitro: | Gianluca Delnotaro (Verbania) |

|                           |           |  |
| Tortarolo 23’ (rig.), 35’ | Marcatori |  |

### Triangolare T20
| Pos. | Squadra          | Pt | G | V | N | P | GF | GS | DR |
| ---- | ---------------- | -- | - | - | - | - | -- | -- | -- |
| 1.   | Castelvecchio    | 6  | 2 | 2 | 0 | 0 | 6  | 2  | +4 |
| 2.   | Fed. Sanmarinese | 1  | 2 | 0 | 1 | 1 | 4  | 5  | -1 |
| 3.   | Riccione         | 1  | 2 | 0 | 1 | 1 | 2  | 5  | -3 |

| Arbitro: | Marco Antonellini (Ravenna) |

|                                      |           |  |
| A. Amaduzzi 35’ Deidda 45’ Guidi 64’ | Marcatori |  |

| Arbitro: | Thomas Bonci (Pesaro) |

|                                 |           |                             |
| Dulbecco 19’ (rig.), 60’ (rig.) | Marcatori | 56’ Petralia 58’, 70’ Guidi |

| Arbitro: | Massimiliano Moretti (San Benedetto del Tronto) |

|                         |           |                         |
| Fratini 2’ Esposito 45’ | Marcatori | 22’, 55’ Mastrovincenzo |

### Triangolare T21
| Pos. | Squadra  | Pt | G | V | N | P | GF | GS | DR |
| ---- | -------- | -- | - | - | - | - | -- | -- | -- |
| 1.   | Empoli   | 6  | 2 | 2 | 0 | 0 | 5  | 0  | +5 |
| 2.   | Pisa     | 3  | 2 | 1 | 0 | 1 | 2  | 3  | -1 |
| 3.   | Lucchese | 0  | 2 | 0 | 0 | 2 | 1  | 5  | -4 |

| Arbitro: | Giovanni Gallà (Pistoia) |

|  |           |                          |
|  | Marcatori | 22’, 29’ Bargi 33’ Acuti |

| Arbitro: | Francesco Burlando (Genova) |

|                       |           |                    |
| Sacchi 15’ Giusti 61’ | Marcatori | 90’ (rig.) Bengasi |

| Arbitro: | Silvio Torreggiani (Civitavecchia) |

|                     |           |  |
| Bargi ?’ Morucci ?’ | Marcatori |  |

### Triangolare T24
| Pos. | Squadra      | Pt | G | V | N | P | GF | GS | DR  |
| ---- | ------------ | -- | - | - | - | - | -- | -- | --- |
| 1.   | La Saponeria | 6  | 2 | 2 | 0 | 0 | 8  | 1  | +7  |
| 2.   | Chieti       | 3  | 2 | 1 | 0 | 1 | 7  | 3  | +4  |
| 3.   | Castelnuovo  | 0  | 2 | 0 | 0 | 2 | 0  | 11 | -11 |

| Arbitro: | Davide Sciubba (Pescara) |

|                                                  |           |  |
| Confessore ?’ Santirocco ?’ Primi ?’ Mari ?’, ?’ | Marcatori |  |

| Arbitro: | Leonardo Funari (Roma) |

|          |           |                                      |
| Pica 84’ | Marcatori | 5’ Paolini 24’ Cialfi 74’ Santirocco |

| Arbitro: | Emanuele Tartarone (Frosinone) |

|  |           |                                                         |
|  | Marcatori | ?’, ?’, ?’ Vukčević ?’, ?’ Giu. Di Camillo ?’, ?’ Perna |

### Triangolare T25
| Pos. | Squadra | Pt | G | V | N | P | GF | GS | DR |
| ---- | ------- | -- | - | - | - | - | -- | -- | -- |
| 1.   | Latina  | 4  | 2 | 1 | 1 | 0 | 3  | 1  | +2 |
| 2.   | Grifone | 3  | 2 | 1 | 0 | 1 | 2  | 3  | -1 |
| 3.   | Lazio   | 1  | 2 | 0 | 1 | 1 | 2  | 3  | -1 |

| Arbitro: | Sergio Balbo (Caserta) |

|             |           |                      |
| Filippi 17’ | Marcatori | 7’ (aut.) Gambarotta |

| Arbitro: | Filippo Colaninno (Nola) |

|             |           |                                    |
| De Luca 65’ | Marcatori | 80’ (rig.) Bartolucci 85’ Sgambato |

| Arbitro: | Valerio Pezzopane (L'Aquila) |

|  |           |                             |
|  | Marcatori | 17’ Pisa st’ (rig.) Filippi |

### Triangolare T30
| Pos. | Squadra         | Pt | G | V | N | P | GF | GS | DR |
| ---- | --------------- | -- | - | - | - | - | -- | -- | -- |
| 1.   | Pink Sport Time | 3  | 2 | 1 | 0 | 1 | 4  | 2  | +2 |
| 2.   | Apulia Trani    | 3  | 2 | 1 | 0 | 1 | 4  | 4  | 0  |
| 3.   | Salento Women   | 3  | 2 | 1 | 0 | 1 | 1  | 3  | -2 |

| Arbitro: | Fabrizio Consales (Foggia) |

|                                         |           |  |
| Sgaramella 35’ Ventura 60’ Riccio 90+1’ | Marcatori |  |

| Arbitro: | Filippo Colaninno (Nola) |

|                                       |           |                |
| Pinna 39’, 85’ Ceci 52’ Serturini 81’ | Marcatori | 90+2’ Diaferia |

| Arbitro: | Leonardo Mastrodomenico (Policoro) |

|            |           |  |
| Xuereb 70’ | Marcatori |  |

## Accoppiamenti
| Squadra 1                     | Totale | Squadra 2           | Andata | Ritorno      |
| ----------------------------- | ------ | ------------------- | ------ | ------------ |
| 27 agosto / 9 settembre 2017  |        |                     |        |              |
| Torino                        | 0 - 21 | Juventus            | 0 - 13 | 0 - 8        |
| 27 agosto / 10 settembre 2017 |        |                     |        |              |
| Unterland                     | 2 - 0  | Brixen              | 2 - 0  | 0 - 0        |
| Trento Clarentia              | 6 - 1  | Vicenza             | 5 - 1  | 1 - 0        |
| Pro San Bonifacio             | 3 - 8  | Valpolicella        | 2 - 5  | 1 - 3        |
| Orobica                       | 0 - 10 | Mozzanica           | 0 - 2  | 0 - 8        |
| Musiello Saluzzo              | 2 - 7  | Luserna             | 1 - 4  | 1 - 3        |
| Lavagnese                     | 7 - 3  | Amicizia Lagaccio   | 5 - 3  | 2 - 0        |
| Florentia                     | 9 - 0  | Arezzo              | 5 - 0  | 4 - 0        |
| Grifo Perugia                 | 3 - 4  | Jesina              | 2 - 3  | 1 - 1        |
| 2 - 10 settembre 2017         |        |                     |        |              |
| Brescia                       | 10 - 0 | Riozzese            | 4 - 0  | 6 - 0        |
| Como 2000                     | 0 - 2  | Azalee              | 0 - 0  | 0 - 2        |
| Bologna                       | 0 - 2  | Sassuolo            | 0 - 2  | 0 - 0        |
| 3 - 9 settembre 2017          |        |                     |        |              |
| Fiammamonza                   | 2 - 6  | Real Meda           | 0 - 4  | 2 - 2        |
| 3 - 10 settembre 2017         |        |                     |        |              |
| Padova                        | 2 - 3  | Marcon              | 1 - 1  | 1 - 2        |
| AGSM Verona                   | 3 - 1  | Fortitudo Mozzecane | 2 - 1  | 1 - 0        |
| Juventus Torino               | 2 - 0  | Romagnano           | 1 - 0  | 1 - 0        |
| San Zaccaria                  | 8 - 4  | Imolese             | 8 - 1  | 0 - 3 a tav. |
| Virtus Partenope              | 1 - 3  | Napoli Femminile    | 0 - 2  | 1 - 1        |
| 3 - 17 settembre 2017         |        |                     |        |              |
| Milan Ladies                  | 2 - 4  | Inter Milano        | 1 - 2  | 1 - 2        |
| Roma Decimoquarto             | 8 - 3  | Real Colombo        | 5 - 1  | 3 - 2        |
| 3 - 23 settembre 2017         |        |                     |        |              |
| Res Roma                      | 5 - 0  | Roma                | 1 - 0  | 4 - 0        |
| 10 - 17 settembre 2017        |        |                     |        |              |
| Nebrodi                       | 3 - 2  | Catania             | 2 - 1  | 1 - 1        |

### Accoppiamento A2
| Arbitro: | Rida Rouchdi (Bolzano) |

|                                          |           |  |
| Ernandes 24’ (rig.) Eckball 90+3’ (aut.) | Marcatori |  |

| Bressanone 10 settembre 2017, ore 16:30 CEST ritorno | Brixen OBI               | 0 – 0 referto | Unterland | Stadio comunale\| Arbitro: \| Daniele De Prato (Udine) \| |
| Arbitro:                                             | Daniele De Prato (Udine) |               |           |                                                           |

### Accoppiamento A3
| Arbitro: | Zihadul Azam (Arco) |

|                                                      |           |                       |
| Brunello 10’, 40’ Torresani 23’ Daprà 90’ Rosa 90+3’ | Marcatori | 13’ (rig.) Bettinardi |

| Arbitro: | Matteo Canci (Carrara) |

|  |           |           |
|  | Marcatori | 76’ Daprà |

### Accoppiamento A4
| Arbitro: | Marco Manicardi (Modena) |

|              |           |                   |
| Cattuzzo 69’ | Marcatori | 73’ (rig.) Zuanti |

| Arbitro: | Piero Marangone (Udine) |

|                          |           |              |
| Canciello 26’ Zuanti 66’ | Marcatori | 90+1’ Sarain |

### Accoppiamento A5
| Arbitro: | Giovanni Tricarico (Verona) |

|                             |           |                                                                  |
| R. Perobello 7’ Fattori 88’ | Marcatori | 24’ Solow 30’ Boni 35’ Fuselli 73’ Montecucco 85’ De. Mascanzoni |

| Arbitro: | Alessandro Negrelli (Finale Emilia) |

|                                    |           |            |
| Faccioli 45’ Bissoli 58’ Sardu 78’ | Marcatori | 30’ Yeboaa |

### Accoppiamento A6
| Arbitro: | Valerio Bertuzzi (Piacenza) |

|                         |           |                |
| Kongoulī 9’, 24’ (rig.) | Marcatori | 90+3’ Gelmetti |

| Arbitro: | Giacomo Lencioni (Lucca) |

|  |           |             |
|  | Marcatori | 53’ Ambrosi |

### Accoppiamento A7
| Arbitro: | Stefano Re Depaolini (Legnano) |

|  |           |                                   |
|  | Marcatori | 40’ Pellegrinelli 90’ Alborghetti |

| Arbitro: | Luca Selvatici (Rovigo) |

|                                                                                      |           |  |
| Pirone 3’, 69’ Monterubbiano 29’, 31’ Piacezzi 54’ Alborghetti 70’ Stracchi 74’, 85’ | Marcatori |  |

### Accoppiamento A8
| Arbitro: | Alessio Schiavon (Treviso) |

|  |           |                                         |
|  | Marcatori | 16’ Arosio 21’ Moroni 47’ Fusi 56’ Coda |

| Arbitro: | Sergio Palmieri (Conegliano) |

|                          |           |                       |
| Beretta 55’ Moroni 90+1’ | Marcatori | 2’ Gaburro 9’ Belloni |

### Accoppiamento A10
| Arbitro: | Silvia Gasperotti (Rovereto) |

|            |           |                              |
| Vitale pt’ | Marcatori | pt’ Bonfantini st’ Marinelli |

| Arbitro: | Giacomo Siano (La Spezia) |

|                       |           |           |
| Merlo st’ Rognoni st’ | Marcatori | st’ D'Ugo |

### Accoppiamento A11
| Arbitro: | Andrè Scialla (Vicenza) |

|                                       |           |  |
| Bergamaschi 1’, 51’, 52’ Giacinti 89’ | Marcatori |  |

| Arbitro: | Silvia Gasperotti (Rovereto) |

|  |           |                                                                                           |
|  | Marcatori | 20’ (rig.) Girelli 26’ Daleszczyk 54’ Tomaselli 75’ Giacinti 76’ Sabatino 90’ Bergamaschi |

### Accoppiamento A12
| Como 2 settembre 2017, ore 18:30 CEST andata | Como 2000                 | 0 – 0 referto | Azalee | Stadio comunale Lambrone\| Arbitro: \| Simone Gauzolino (Torino) \| |
| Arbitro:                                     | Simone Gauzolino (Torino) |               |        |                                                                     |

| Arbitro: | Davide Gandino (Alessandria) |

|                                  |           |  |
| De Luca 24’ (rig.) Tamborini 90’ | Marcatori |  |

### Accoppiamento A13
| Arbitro: | Giovanni Agostoni (Milano) |

|              |           |  |
| Gastaldo 25’ | Marcatori |  |

| Arbitro: | Michele Cirio (Savona) |

|  |           |            |
|  | Marcatori | 63’ Sottil |

### Accoppiamento A14
| Arbitro: | Luigi Locapo (Torino) |

|  |           | |
|  | Marcatori | 3’ Rosucci 8’, 67’ Bonansea 30’, 40’ (rig.), 43’ Sodini 47’, 60’ Galli 53’, 58’ Glionna 71’, 85’ Caruso 73’ Devoto |

| Arbitro: | Marco Manicardi (Modena) |

|                                                                          |           |  |
| Glionna 4’, 43’ Salvai 19’, 51’ Rood 25’, 26’ Aghem 32’ (aut.) Zelem 66’ | Marcatori |  |

### Accoppiamento A15
| Arbitro: | Dragos Alexandru Mariut (Asti) |

|           |           |                                        |
| Pasero ?’ | Marcatori | ?’, ?’ Moretti ?’ Lavarone ?’ Prencipe |

| Arbitro: | Kevin Bonacina (Bergamo) |

|                              |           |            |
| Moretti 17’, 70’ Mellano 56’ | Marcatori | 58’ Pasero |

### Accoppiamento A17
| Arbitro: | Andrea Bassi (Genova) |

|                                                 |           |                                        |
| Pascotto ?’ Giuffra ?’, ?’ Cama ?’ Cafferata ?’ | Marcatori | ?’ Licco ?’ Pittavino ?’ (rig.) Toomey |

| Arbitro: | Christophe Barmasse (Aosta) |

|  |           |                        |
|  | Marcatori | 20’ Cama 74’ Cafferata |

### Accoppiamento A18
| Arbitro: | Luca Selvatici (Rovigo) |

|  |           |                              |
|  | Marcatori | 21’ Tarenzi 62’ (rig.) Costi |

| Reggio nell'Emilia 10 settembre 2017, ore 16:30 CEST ritorno | Sassuolo                 | 0 – 0 referto | Bologna | Stadio comunale Mirabello\| Arbitro: \| Gioele Iacobellis (Pisa) \| |
| Arbitro:                                                     | Gioele Iacobellis (Pisa) |               |         |                                                                     |

### Accoppiamento A19
| Arbitro: | Angelo Moretti (Città di Castello) |

|                                                                                       |           |                |
| Pugnali 6’ (rig.), 26’ Carrozzi 20’ Pittaccio 31’ (rig.), 46’, 75’ Barbaresi 58’, 89’ | Marcatori | 90’ Colasuonno |

| Imola 10 settembre 2017, ore 16:30 CEST ritorno | Imolese               | 3 – 0 a tav. referto | San Zaccaria | Stadio comunale Romeo Galli\| Arbitro: \| Thomas Bonci (Pesaro) \| |
| Arbitro:                                        | Thomas Bonci (Pesaro) |                      |              |                                                                    |

### Accoppiamento A22
| Arbitro: | Gregory Masiani (Prato) |

|                                                       |           |  |
| Ceci 13’ Nencioni 39’ (rig.), 44’ Tona 68’ Gnisci 90’ | Marcatori |  |

| Arbitro: | Angelo Moretti (Città di Castello) |

|  |           |                                                    |
|  | Marcatori | 30’ Ceci st’ (aut.) Aterini st’ Lotti 90’ Mazzella |

### Accoppiamento A23
| Arbitro: | Giovanni Fiorucci (Gubbio) |

|                              |           |                                        |
| Ceccarelli 23’ Accettoni 90’ | Marcatori | 4’ Porcarelli 33’ Fontana 80’ Bellucci |

| Arbitro: | Luca Cerioli (Livorno) |

|             |           |            |
| Fontana 67’ | Marcatori | 31’ Alessi |

### Accoppiamento A26
| Arbitro: | Vincenzo Castropignano (Ercolano) |

|                                                          |           |                   |
| Jusufi 3’, 7’ G. Boldrini 16’ Forgnone 67’ Fortunati 82’ | Marcatori | 49’ Mado Ngo Noug |

| Arbitro: | Domenico Mirabella (Napoli) |

|                          |           |                               |
| Ngo Noug 35’ Novaldi 70’ | Marcatori | 2’ Simeone 18’, 78’ Fortunati |

### Accoppiamento A27
| Arbitro: | Domenico Massaria (Vibo Valentia) |

|                               |           |                     |
| Fazio 30’ (aut.) Lombardo 34’ | Marcatori | st’ (rig.) Ndjongue |

| Arbitro: | Enrico Gigliotti (Cosenza) |

|              |           |          |
| Martella st’ | Marcatori | pt’ Coco |

### Accoppiamento A28
| Arbitro: | Valerio Pezzopane (L'Aquila) |

|                  |           |  |
| Nagni 76’ (rig.) | Marcatori |  |

| Arbitro: | Sergio Balbo (Caserta) |

|  |           |                                                |
|  | Marcatori | 12’ Nagni 17’ Simonetti 45’ Palombi 85’ Labate |

### Accoppiamento A29
| Arbitro: | Martina Molinaro (Lamezia Terme) |

|  |           |                                |
|  | Marcatori | 4’ (rig.) Russo 72’ Ciccarelli |

| Arbitro: | Domenico Mallardi (Bari) |

|             |           |               |
| De Rosa 90’ | Marcatori | 20’ Galluccio |